# Młyn w Będkowie
Młyn w Będkowie – młyn motorowy zbożowy wybudowany w latach 1924–1926, znajdujący się w Będkowie, w powiecie tomaszowskim, w województwie łódzkim.

## Historia obiektu
Młyn został wybudowany w latach 1924–1926 z wykorzystaniem elementów dawnej zabudowy folwarcznej (owczarnia, kuźnia), z czego wynika jego nieregularny kształt. Budynek murowany z cegły, częściowo jedno- a częściowo dwupiętrowy. Początkowo poruszany był silnikiem na koks-gaz ssany, od 1957 – silnikiem elektrycznym. Jego wyposażenie wewnętrzne ulegało zmianom: posiadał walce, perlak, jagielnik, śrutownik i urządzenia czyszczące. Był młynem typu gospodarczego, pracującym na potrzeby mieszkańców Będkowa i okolicznych wsi. W okresie II wojny światowej pracował pod zarządem niemieckim. Po wojnie wznowił pracę. Został upaństwowiony w latach 1953–1956. W latach 70. był czynny i stanowił własność prywatną.